# Герб Михайлівки
Герб Миха́йлівки затверджений 20 березня 2009 року рішенням Михайлівської селищної ради.

## Опис
Герб являє собою іспанський щит чотиригранної форми і заокруглений знизу. Іспанський щит горизонтально розділений на зелень та пурпур. На зеленому полі покладені вертикально два золотих колоски, які чергуються з трьома золотими ромашками. У пурпуровому полі розміщена композиція із трьох срібних каменів у формі кладки і перехрещені, срібна козацька булава та пернач.
Іспанський щит вписується в декоративний картуш, виконаний в стилі «українське бароко». Декоративний картуш увінчується срібною мурованою короною з трьома зубцями.